# Phytobia hirticula
Phytobia hirticula este o specie de muște din genul Phytobia, familia Agromyzidae. A fost descrisă pentru prima dată de Mitsuhiro Sasakawa în anul 1963. Conform Catalogue of Life specia Phytobia hirticula nu are subspecii cunoscute.